# NGC 7737
NGC 7737 (другие обозначения — PGC 72182, UGC 12745, MCG 4-55-48, ZWG 476.118) — галактика в созвездии Пегас.
Этот объект входит в число перечисленных в оригинальной редакции «Нового общего каталога».